# Breutelia gnaphalea
Breutelia gnaphalea là một loài rêu trong họ Bartramiaceae. Loài này được P. Beauv. Mitt. mô tả khoa học đầu tiên năm 1864.